# Парайпаба
Парайпаба (порт. Paraipaba)  —  муниципалитет в Бразилии, входит в штат Сеара. Составная часть мезорегиона Север штата Сеара. Входит в экономико-статистический  микрорегион Байшу-Куру. Население составляет 29 653 человека на 2006 год. Занимает площадь 301,123 км². Плотность населения — 98,5 чел./км².

## Статистика
- Валовой внутренний продукт на 2003 составляет 58.885.132,00 реалов (данные: Бразильский институт географии и статистики).
- Валовой внутренний продукт на душу населения на 2003 составляет 2.123,44 реалов (данные: Бразильский институт географии и статистики).
- Индекс развития человеческого потенциала на 2000 составляет 0,666 (данные: Программа развития ООН).